# Здравка Йорданова
Здравка Йорданова е българска състезателка по академично гребане.

## Биография
Родена е на 9 декември 1950 г. в град София. Тренира академично гребане двойка скул от 15-годишна възраст. Нейна партньорка е Светла Оцетова.
Спортната и кариера започва ударно при треньора Николай Здравков. Първия и успех е бронзов медал на световното първенство в Нотингам (1975). Печели златен медал от двойка скул на олимпиадата в Монреал през 1976. Заслужил гражданин на Община Горна Малина с решение № 159 от протокол № 10/12.12.2006 г. на Общински съвет Горна Малина за спечелената първа олимпийска титла в академичното гребане в дисциплината двойка скул през 1976 г.
Световна шампионка от първенството в Нова Зеландия (1978). Носителка на два сребърни медала от първенства на планетата в Амстердам (1977) и Блед (1979). Спортист номер 1 на България за 1978 г.
Завършва ВИФ. От 1986 г. работи като журналист. От 1991 г. е председател на Българска федерация за ветерани спортисти. Член е на изпълнителния комитет на БОК. Известно време е посланик на България за спорт, толерантност и феърплей към Съвета на Европа.
Наградена е с Орден „Стара планина“ I степен „за изключително големите ѝ заслуги към Република България в областта на физическото възпитание и спорта“ (2011).